# 2016年1月北半球寒流
2016年1月北半球寒潮，又被大眾媒體稱為霸王級寒潮或稱帝王級寒流，是指2016年1月下旬席捲北半球的寒潮，影響範圍包括東亞的中國大陸、香港、澳門、臺灣、日本、韓國 ，還有北美的加拿大、美國等地，並造成過往少有下雪記錄的地區降雪。此次寒潮被認為是極端天氣現象，主要因負北極震盪所致。

## 原因

北極振盪的時間序列擴展（DJFM）冬季1899年至2011年

2015年出現史上最強的厄爾尼諾現象，全球升溫不可逆轉，2015年的聖誕節，不但南半球，連北半球亦異常地迎來了一個溫暖聖誕。褪色冬日聖誕過後，正當人們寫意地享受新年伊始的暖意之際，極端寒潮卻不期而至，席捲大半個北半球。
2015年12月，於大西洋形成的颶風一路向北推進，挾帶了低氣壓地區的暖空氣。該股溫暖氣流掠過英國、美國及冰島，到達寒冷的北極地區上空。來勢洶洶、氣勢如虹的暖空氣源源不絕地輸入北極地區，連當地的冷空氣也要退避三舍，不敢攖其鋒。此時，北極地區的氣溫突由攝氏零下30度升至1度。這是有記錄以來第二次，北極地區的氣溫高於攝氏0度。雖然為時短暫，但由於外界暖空氣的大量入侵，令原本穩定的極地渦旋陡然分裂，形成了多股南下的寒流。

## 受影響地區

### 中華人民共和國

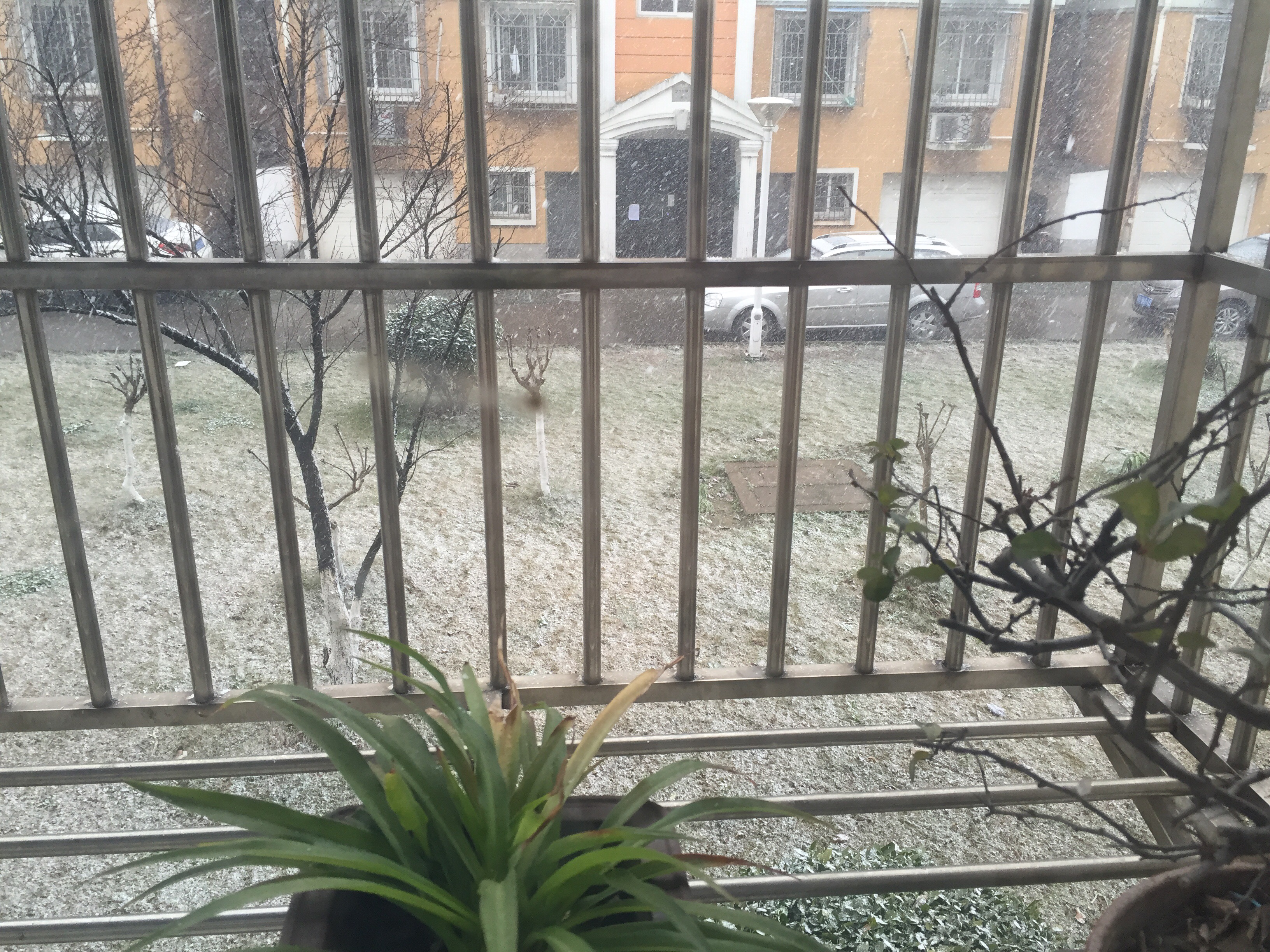
宁波降雪
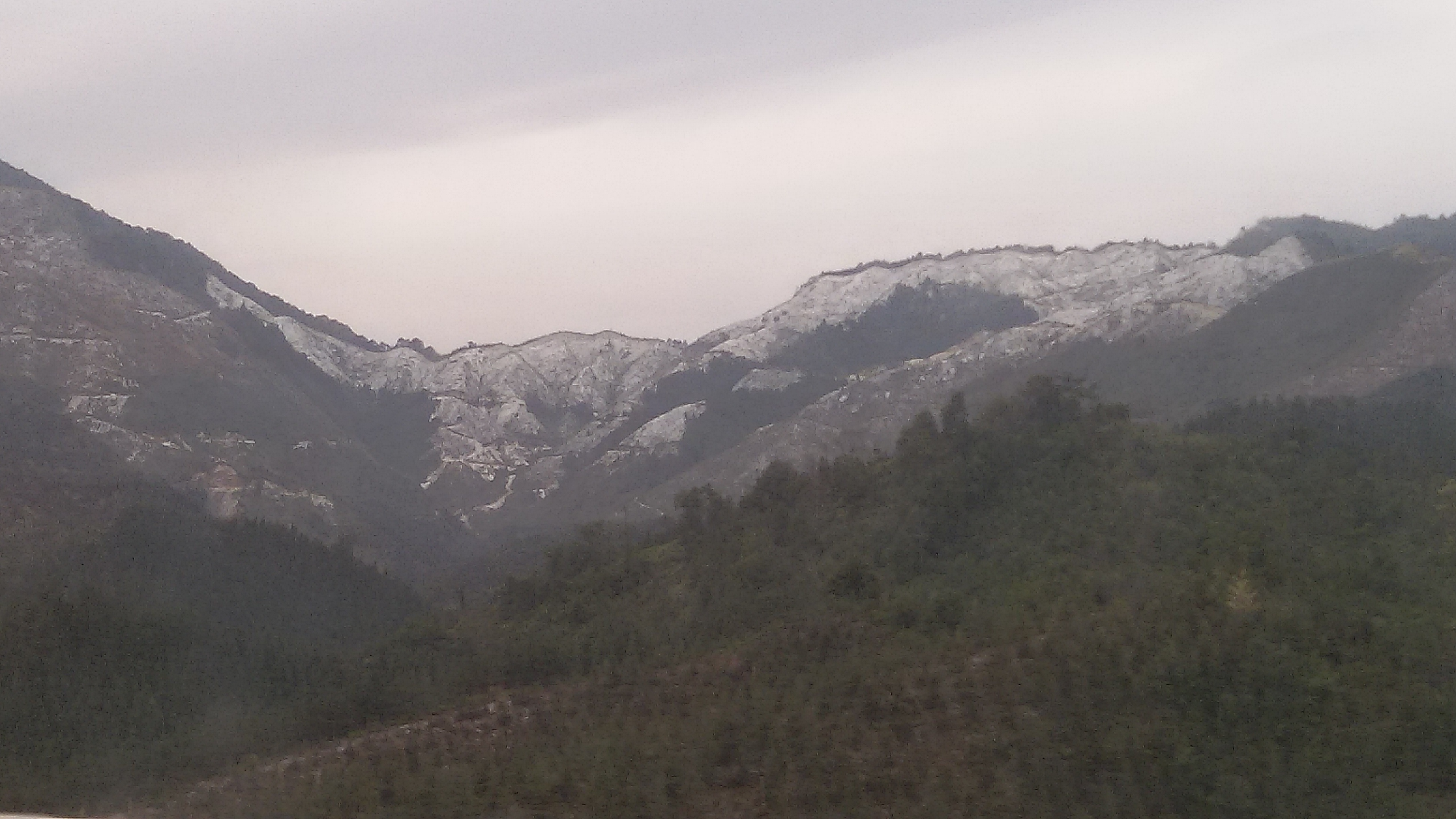
雪中的韶關新豐
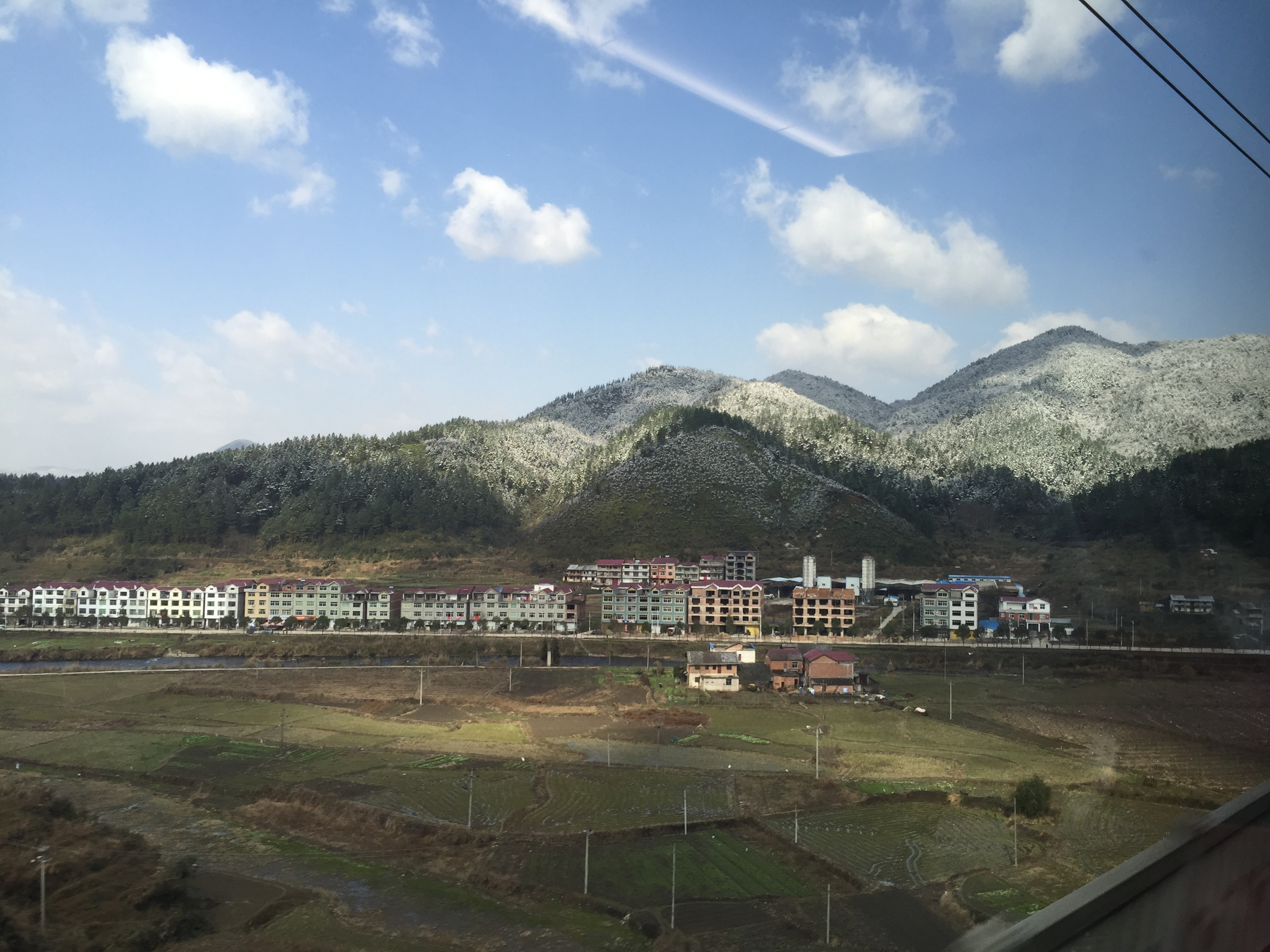
雪后的五府山
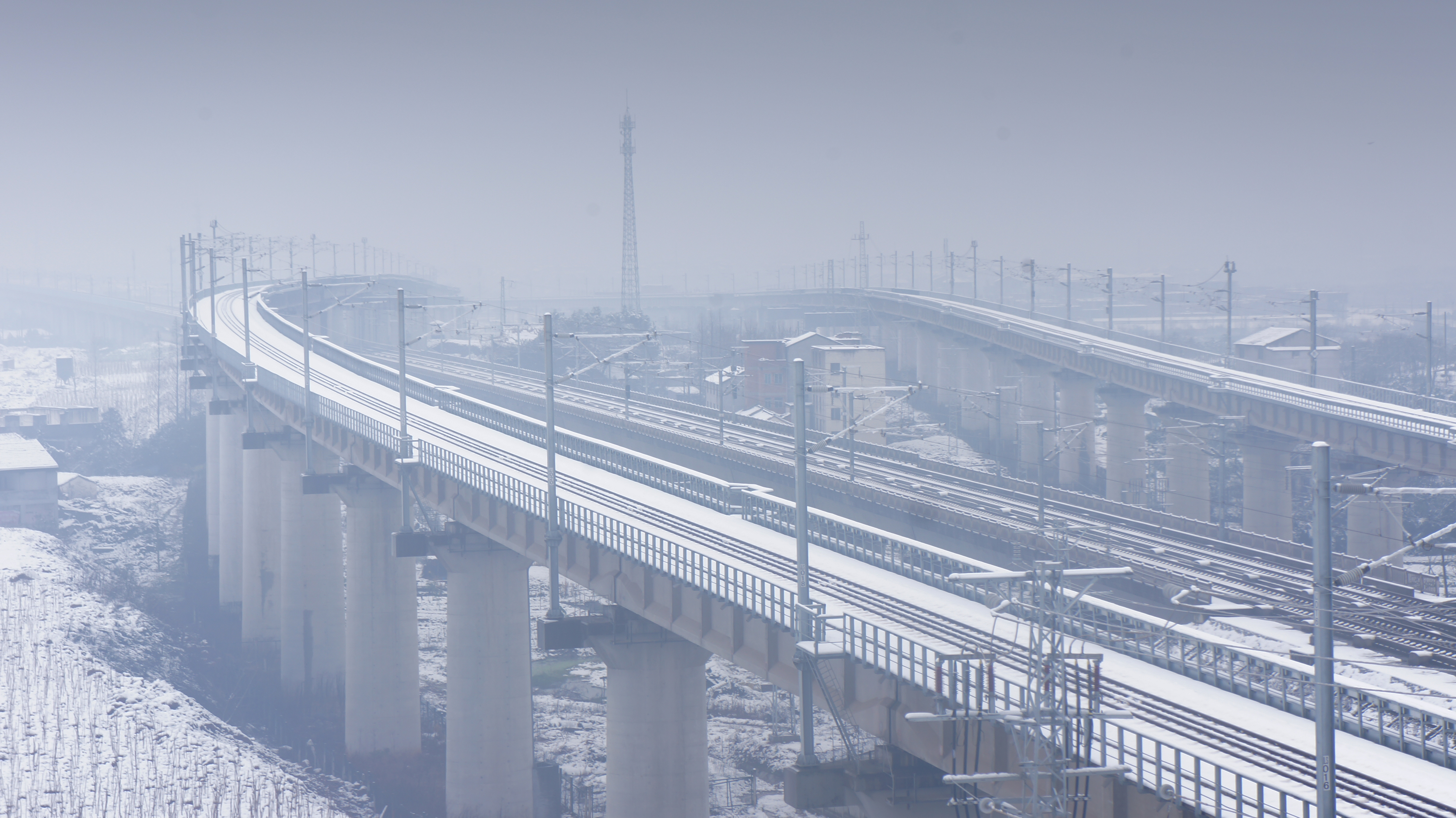
雪中的沪昆-金温联络线
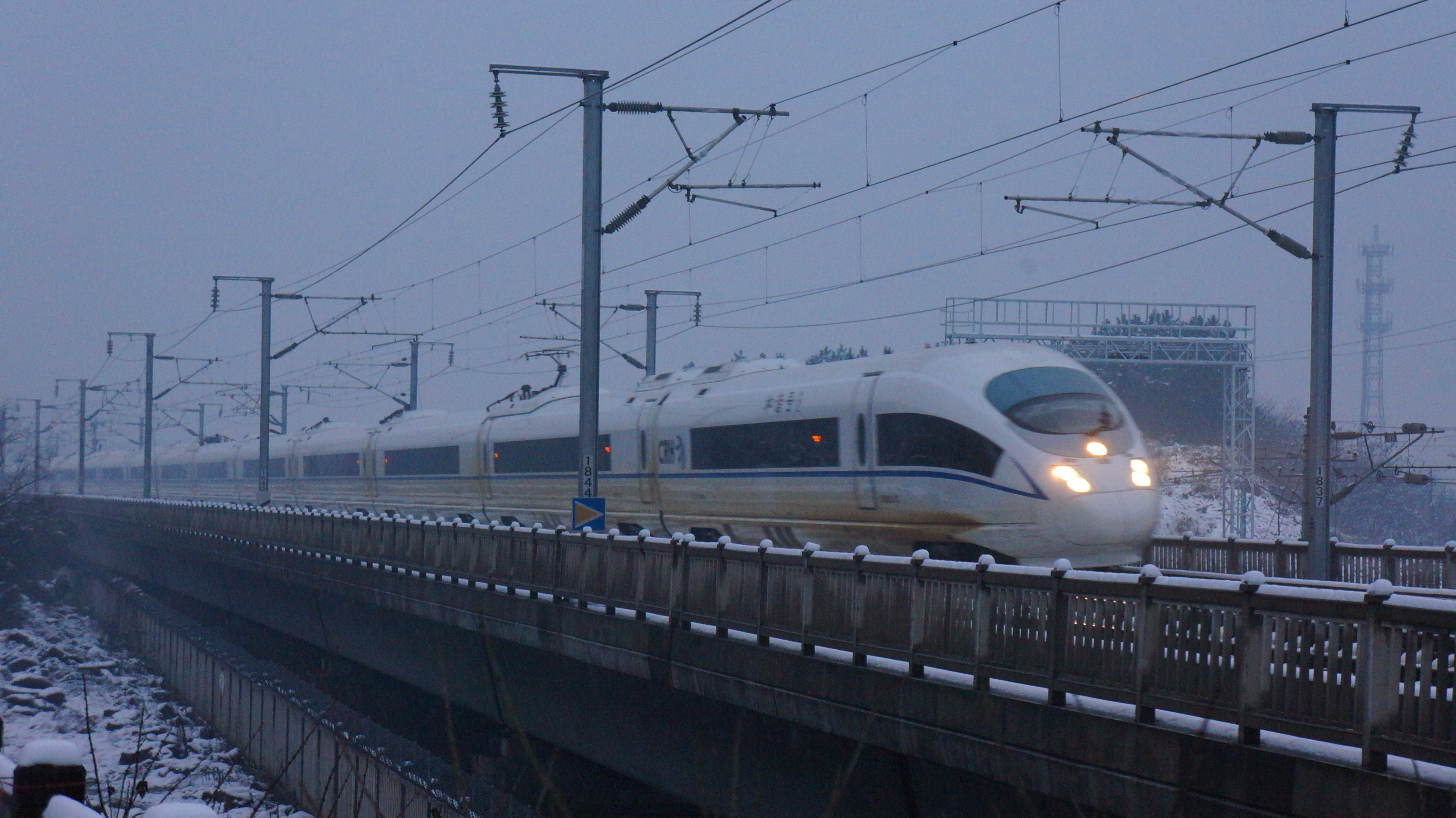
行驶在雪中的CRH380BL型电力动车组（浙江省金华东站附近）
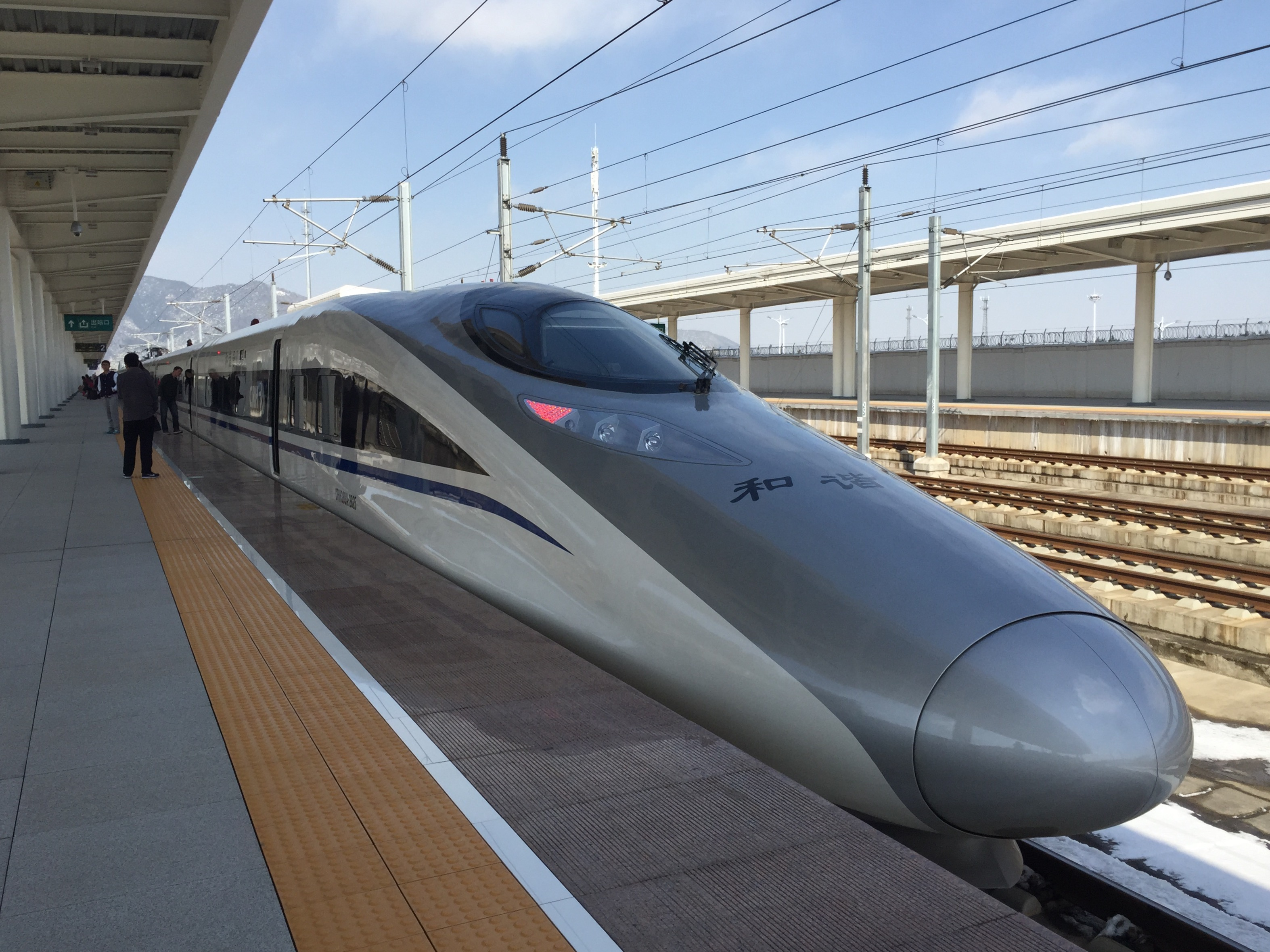
福州至北京南的G28次列车在雪后的泾县站（摄于2016年1月24日，春运首日）
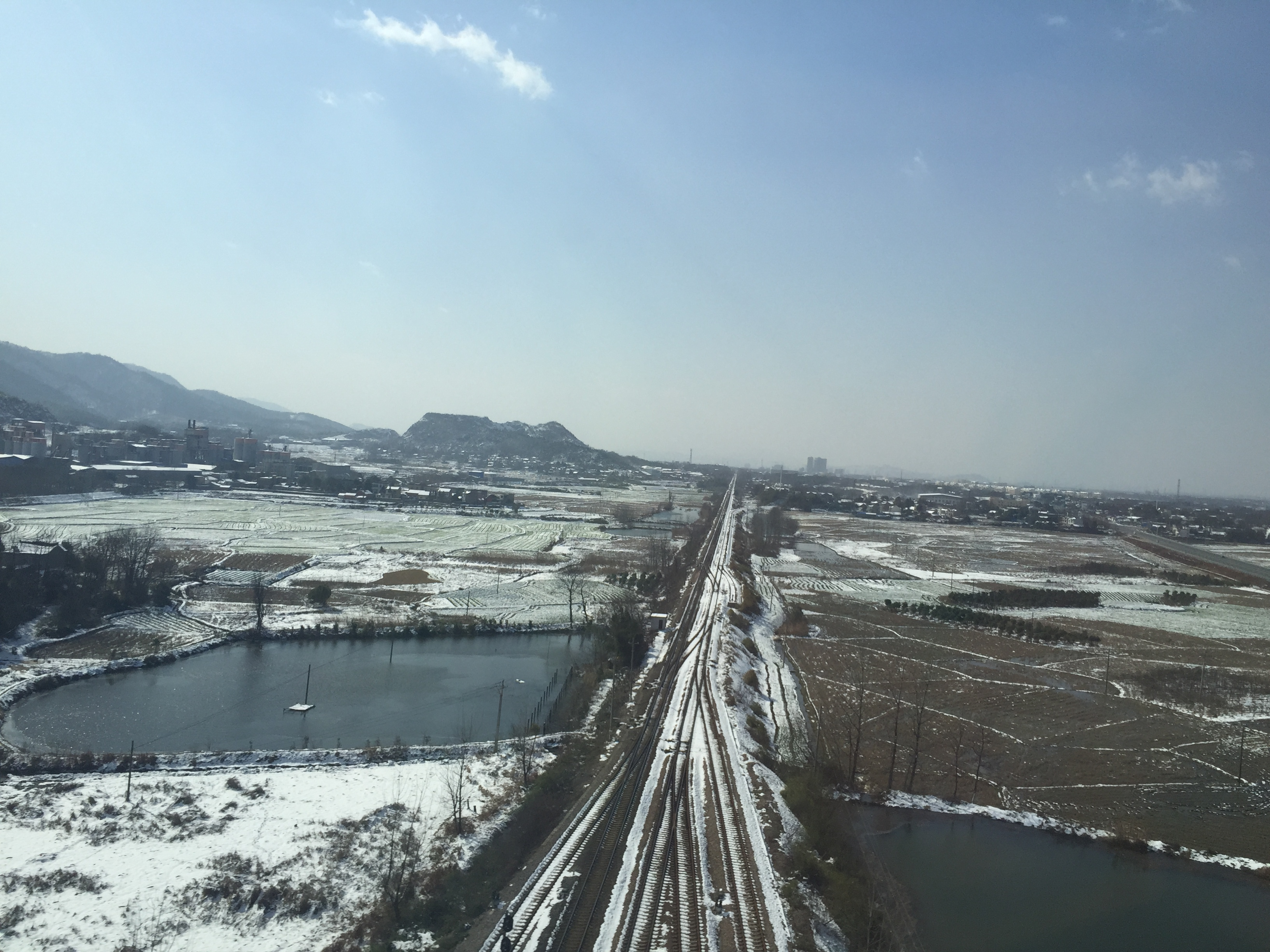
下雪后的宁铜线钟鸣段
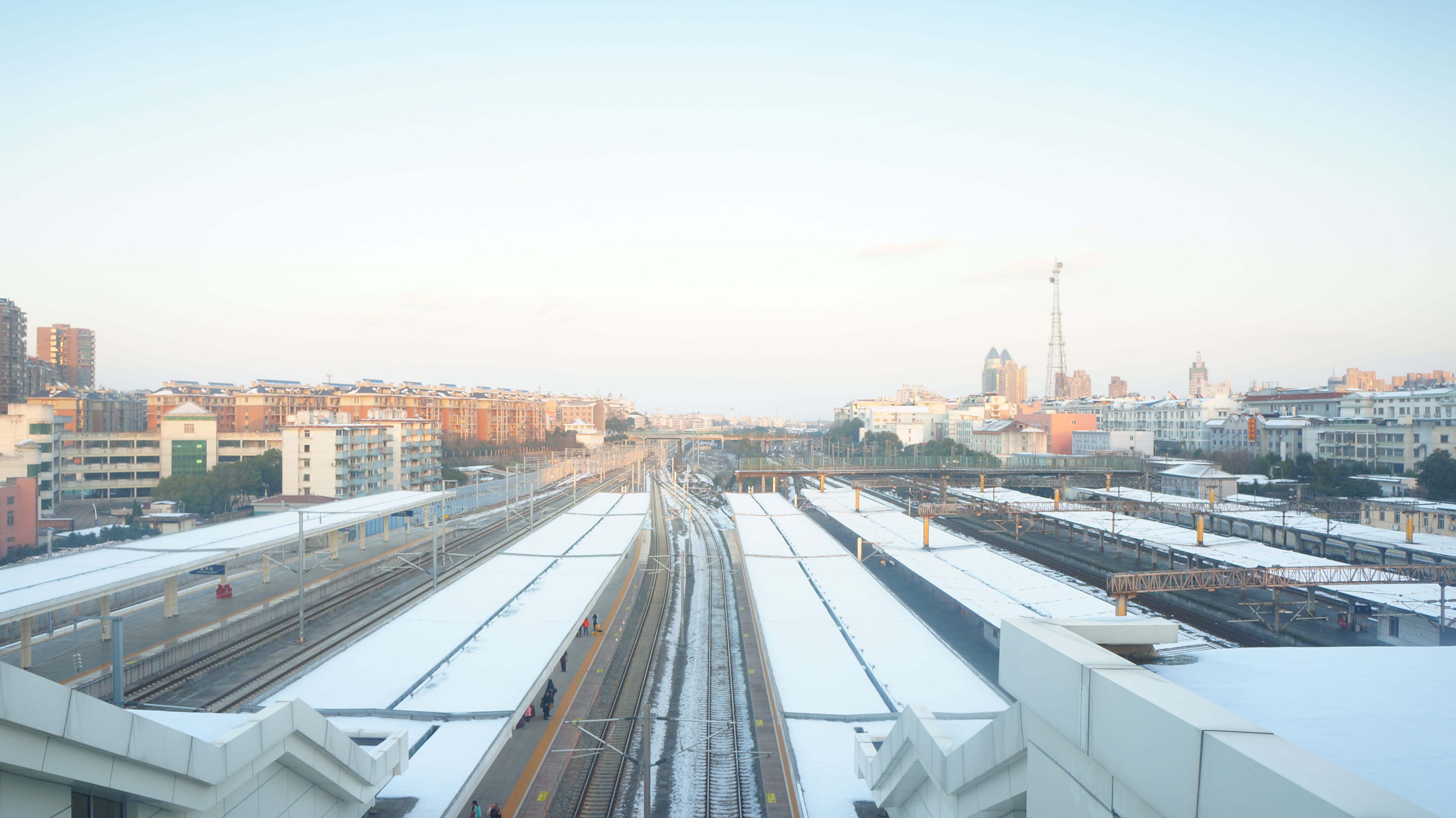
雪后的金华站

本次寒流造成重慶市20年來首次下雪，北京市則出現三十年來最寒冷的最低氣溫：攝氏零下17度。廣東省廣州市於23日晚上開始下霰，並於24日中午左右出現降雪情形，是60年多年以來的第一次。广东省多地亦迎来下霰和降雪情形，其中佛山市与东莞市都是自1957年有气象记录以来首次降雪。
這次的寒流也造成了全中國16個省的部份公路暫時關閉、多班高鐵列車延誤、數千人滯留車站等情形。江西省則因此造成近十五萬戶停電。但由于2008年中国雪灾后的经验、持续时间和2008年相比较短，再加上2016年春运才刚开始，此次寒潮未造成大规模的交通运输中断和旅客滞留。

###### 香港和澳門

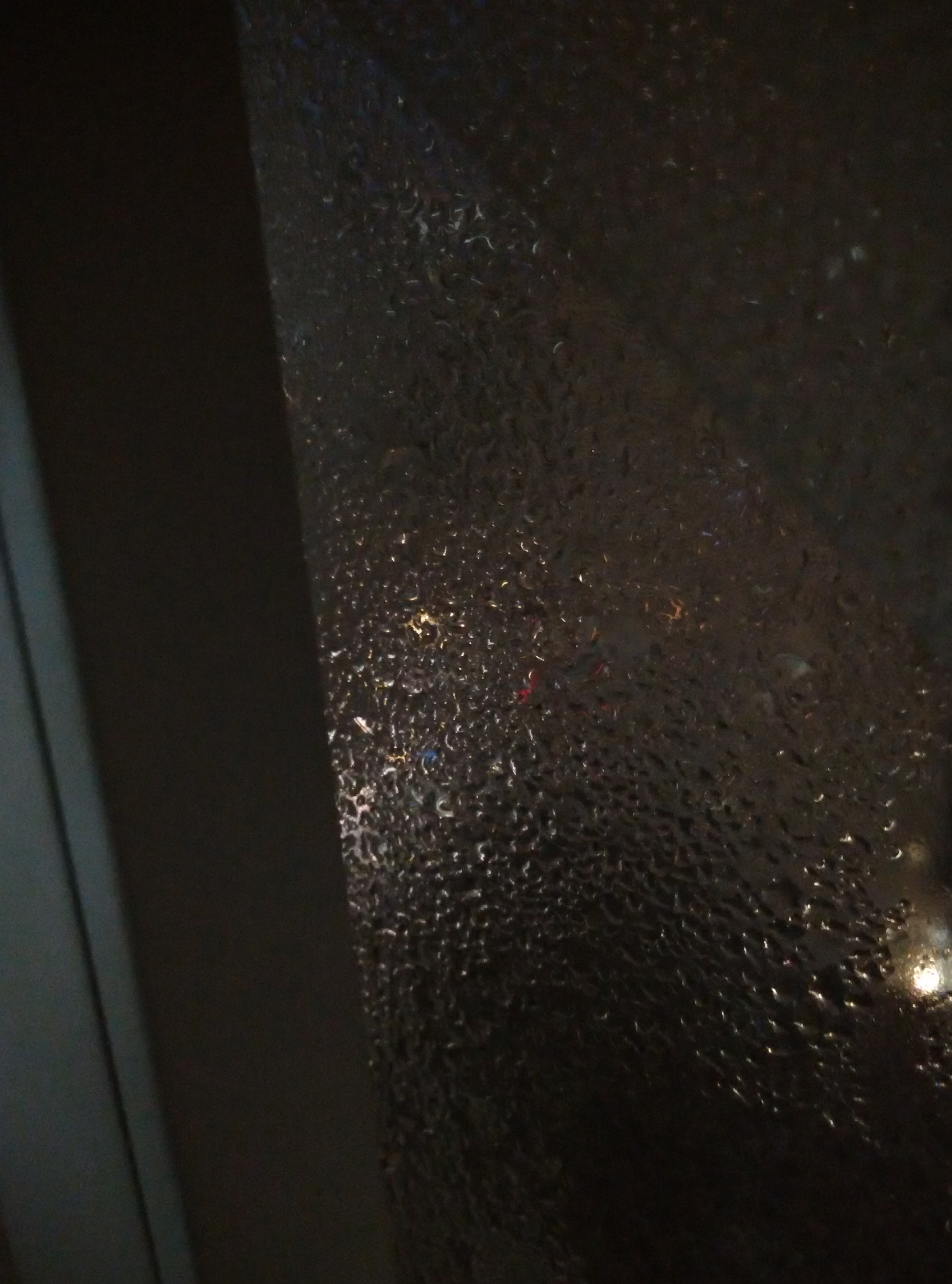
因天氣寒冷而凝結在窗戶上的水點，攝於香港市區

香港雖位於亞熱帶，但位處市區的尖沙嘴香港天文台總部在2016年1月24日下午3時40分錄得3.1°C的低溫，是1957年以來錄得的最低氣溫，也創下自1885年有紀錄以來全年第3極端低溫及一月份第2極端低溫紀錄；當日天文台總部錄得的最高氣溫只有7.1°C，創下自1901年以來「最低日最高氣溫」紀錄；當日平均氣溫只有4.9°C，以單日平均氣溫來計算是自1893年以來最嚴寒一日；反映冷空氣強度的氣壓亦創自1884年有紀錄以來最高，天文台總部上午9時許錄得平均海平面氣壓為1037.7百帕斯卡，打破1903年1月6日所創下1035.4百帕斯卡的逾百年紀錄。市區的觀塘及九龍城氣溫罕有地低至1.9度，新界各區普遍只有1至2度，新界北部和內陸局部降至0度或以下。在港島的太平山山頂氣溫降至零下1度，出現大範圍結霜、結冰及凍雨的現象，山區氣溫降至0度以下，大帽山最低草溫在25日清晨4時跌至零下6.7度，是該山1996年有紀錄至今以至香港境內的歷史最低值，路面、草木，以至全港各區（包括港島及九龍的市區）和山區皆出現廣泛結霜、嚴重結冰、雨夾雪（包括冰珠、霰、霙）及凍雨的現象，新界北的上水也有下冰珠和霰的報告，流浮山、粉嶺、元朗、大帽山多處更有疑似出現純雪（降雪）現象
。
此前，香港已受到寒流影響，香港天文台在1月21日已發出寒冷天氣警告，同月23日中午12時正發出了霜凍警告，一直持續至26日早上9時45分才取消，打破2010年12月的最長生效時間記錄。而天文台位於昂坪的氣象站也懷疑因嚴寒而故障。寒流下，95人不適送院，亦有最少500人次曾按動為長者和其他有需要人士提供的平安鐘。
大帽山在1月23日晚上氣溫為攝氏零下3度至零下4度，並於當晚午夜以後進一步下降至零下6度，風寒指數更因北風猛烈而跌至零下15至零下25度左右。因為當時山頂以至山腰位置的大帽山扶輪公園已廣泛結冰、並出現持續的凍雨及雨夾雪的天氣，故吸引大批市民駕車或徒步到該處期望觀賞到純雪、雨夾雪、凍雨、霧淞等現象，令通往大帽山的道路出現嚴重的交通擠塞，需要警員疏導交通。同時有機構於1月23日開始舉行經過該處的「香港100」大型多人長跑比賽，惡劣天氣、路面嚴重結冰共導致127人被困於大帽山，另有130多人被困於飛鵝山，一些長跑參賽者因強烈風寒效應出現低溫症、扭傷、撞傷等不適；截至24日下午1時，香港消防處共派出147名消防員、19輛消防車、27輛救護車及其他人員搜救被困山上的傷者，政府飛行服務隊，醫療輔助隊，香港聖約翰救護機構，民安隊及香港警務處亦有參與，由於極端嚴寒天氣令大帽山和飛鵝山等主要路面嚴重結冰和被霜覆蓋，部分路段更有疑似積雪情況，大大增加消防和搜救人員工作的困難，消防處指揮官多次呼籲市民勿再登山。而警方亦在24日凌晨起開始封山行動，其間禁止所有車輛和遊人進入大帽山道，至25日黃昏才重開大帽山道。
寒流構成教育方面的影響。在1月22日前，有家長擔心子女因天氣寒冷而生病，呼籲在氣溫降至0度後停課，因而被批評為「怪獸家長」。同月24日，香港氣溫大幅下降，香港教育專業人員協會呼籲學校於翌日停課，而教育局隨後宣布幼稚園、身心障礙兒童學校及小學停課一天，同時開放校舍來照顧需要返校的學生。香港教育工作者聯會亦呼籲這些學校停課，中學生則可以不穿校服上課。
因應低溫，德望學校中學部宣佈1月25日停課。
此外，香港天文台早於1月15日，即寒潮到達的9日前進行預報，並顯示1月23日開始會有低溫情況。起初預測最低溫度為10度左右，而其後卻每日調低一度，直至在1月22日預測1月25日最低氣溫為5度，但事實上多區氣溫只有0至3度（天文台尖沙咀總部亦只有3度）；再加上天文台原本預測不會出現凍雨和雨夾雪等冬季特殊天氣現象，但最終凍雨、雨夾雪甚至疑似純雪卻在香港廣泛地區出現最少2日，因此天文台被不少市民批評預測不準確。天文台解析溫度較預測低，是因為雨勢較大和時間較長。另外有不少電腦天氣數值預報和外國國家級氣象局多次預測香港於23日至24日會有1至3厘米降雪或雨夾雪天氣，結果雨夾雪（冰珠、霰、凍雨）在港九新界多區和山區出現最少數小時，更有不少下霙（雨夾雪）和疑似純雪（降雪）報告。
澳門在1月24日下午2時15分錄得攝氏1.6度的低溫，是1949年以來的1月最低氣溫。澳門氣象局表示，下午在大潭山氣象站，觀測到有冰珠和霰等雨夾雪的現象。

### 臺灣

2016年一月寒潮台灣地區降雪分布圖（圖中行政區劃以鄉鎮市區為主，另有以村里方式呈現）

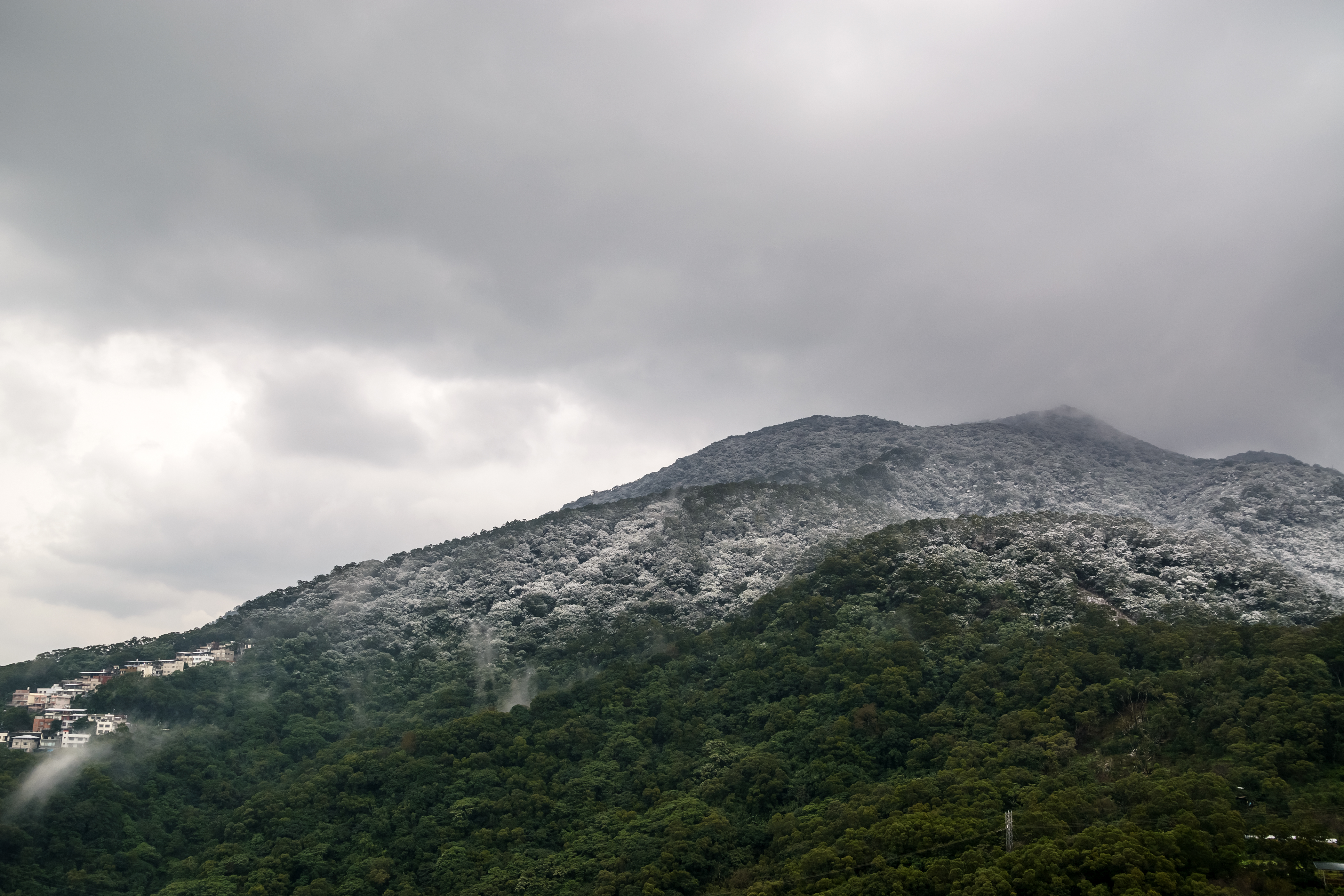
大屯山積雪
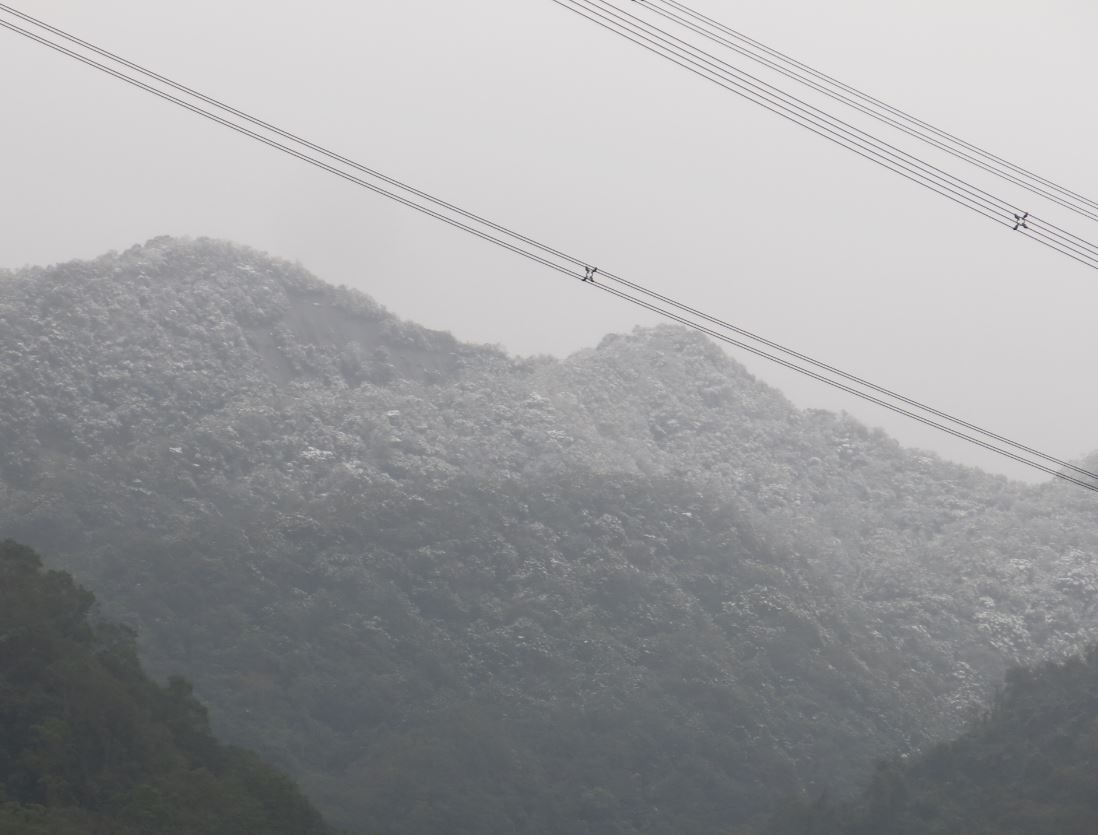
台北山區積雪
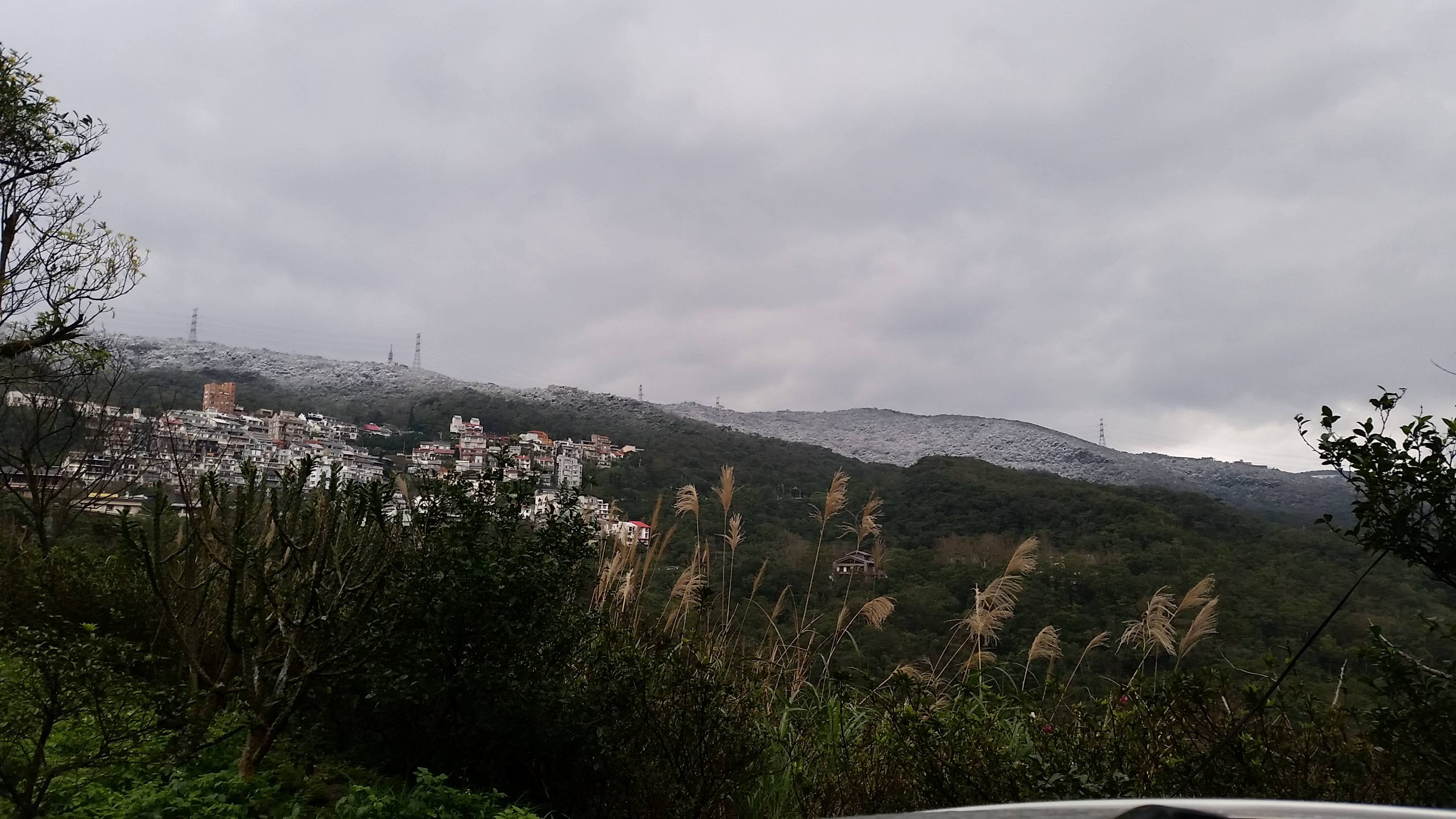
汐止五指山積雪
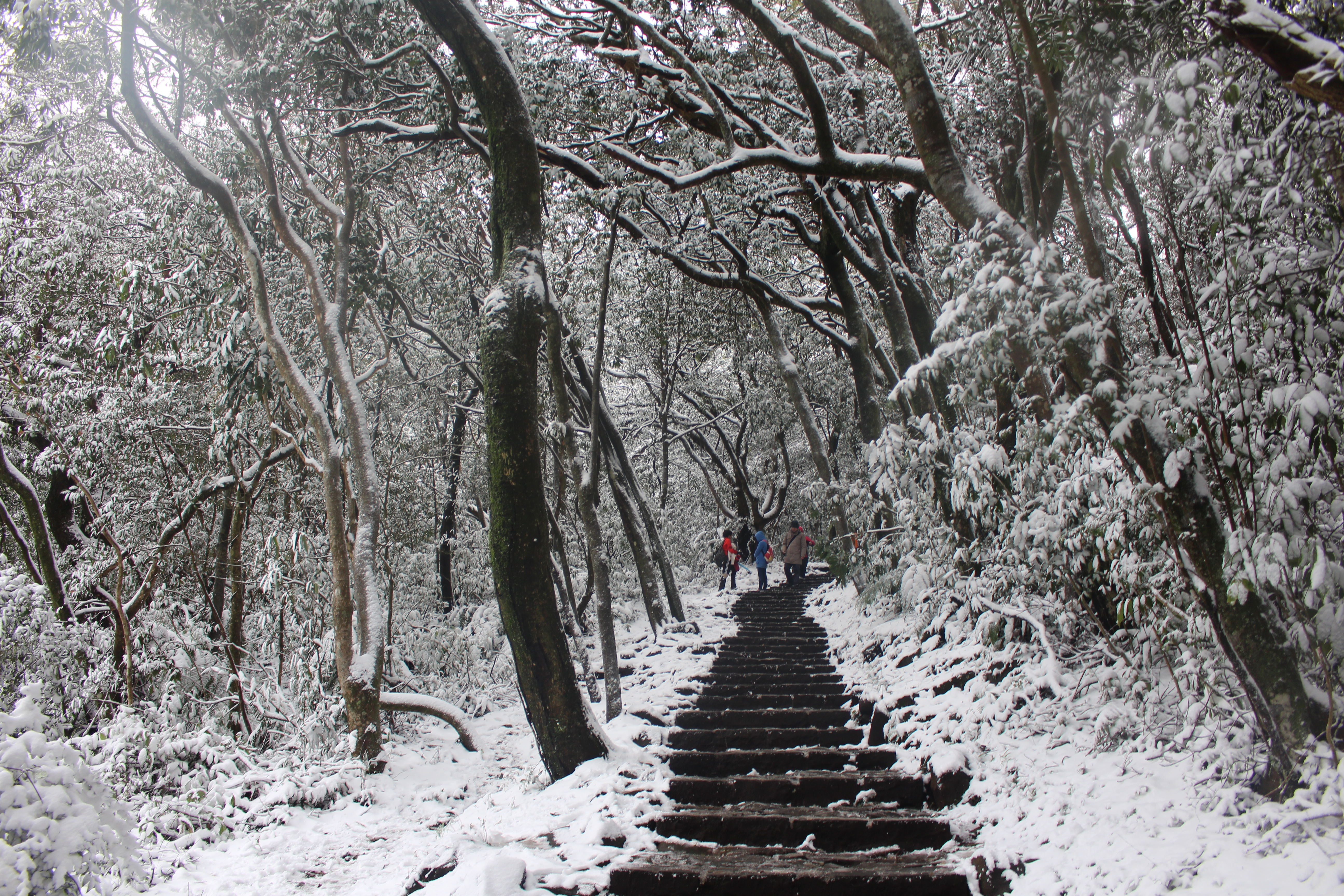
陽明山積雪
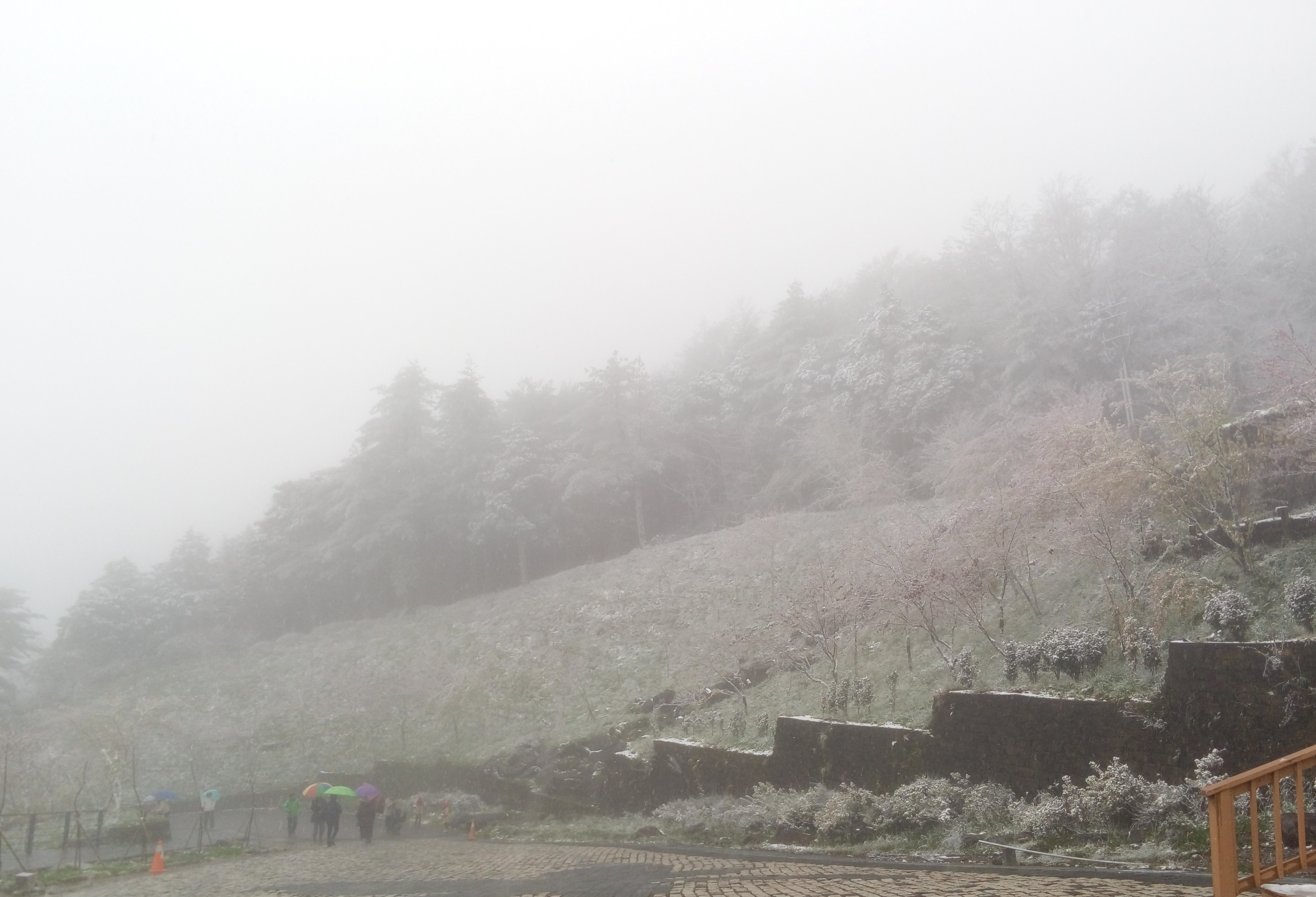
臺東縣海端鄉向陽國家森林遊樂區降雪
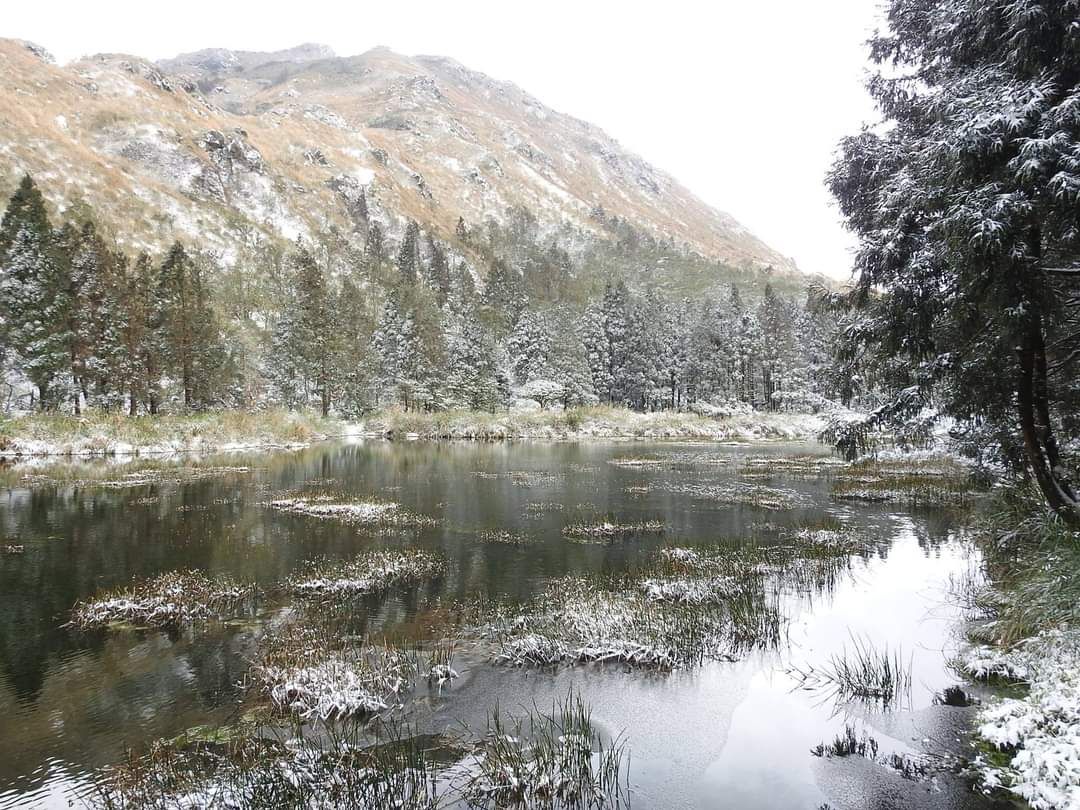
夢幻湖雪景

介於亞熱帶與熱帶之間的台灣，這次寒流仍創下多數觀測站2016年入冬以來的最低溫，並造成多處降雪或霰，除海拔不到200公尺的桃園市楊梅區之外，新北市新店區部份低海拔山區亦出現了10公分厚的積雪，1月24日16:00台北氣象站測得設站以來第一次冰霰的紀錄。而苗栗縣南鄉的鹿場部落亦有積雪情形，當地居民表示「活到八十幾歲，從來沒看過鹿場下雪」。陽明山鞍部在此波寒流創下攝氏-3.7度的歷史低溫紀錄。
此寒流到達台灣前，美方即預測此次寒流將使臺灣氣溫下探至攝氏3至4度，而日方更預測台北將於24日降雪，中華民國中央氣象局則一一反駁之。日本氣象協會亦於22日指出台北平地將可能降雪，並認為台北若下雪將是大新聞。而中央氣象局則於24日早上5:30與7:15在台北測站測得攝氏4.0度的低溫，但並無測得下雪，但其後於24日16:00測得設站以來第一次冰霰的紀錄。。
本次寒流在臺灣導致部分災情。全臺至少有60人在此波寒流受凍猝死，並造成12間學校因積雪導致的交通問題於25日停班停課一天，其中多間學校是第一次因寒流而停課。此外，新竹縣與苗栗縣等地的茂谷柑、高接梨、草莓等作物亦被雪覆蓋而導致農損。西南沿海地區的養殖漁業亦有大量魚群暴斃情形。全台農林漁牧業損失約35億台幣。又造成本次寒流的北極震盪，醞釀了蒙古高壓的強度，造成了2月8日，再度於新店測得攝氏1.4度的低溫。

### 韓國
該次霸王級冷氣團造成朝鮮半島全境下雪，甚至遠在東海上的韓國第一大島濟州島也因下雪而造成陸空交通停擺、欠航，至23日晚間8時，濟州積雪達12公分，打破當地32年來紀錄，溫度則打破40年紀錄。

### 日本
該次寒流造成近畿、四國、九州等地降下大雪；全國49處最低溫刷新紀錄，沖繩更出現雪雨交加的景象，這是沖繩自1977年2月17日久米島下雪以來，睽違39年出現下雪景象。鹿兒島縣的奄美大島亦於24日下午1時13分至20分左右觀測到降雪情形，為當地115年來首度觀測。

### 越南
从当地时间1月23日起，老街省温度已下降至5摄氏度以下，沙巴县、伊子县等山区温度下降至零摄氏度。沙巴县当晚10时开始下雪，直到24日上午，到处白茫茫一片。谅山省禄平县母山旅游区从23日晚温度下降至零下2摄氏度至零下5摄氏度，出现下雪。多地积雪深度达10多厘米。安沛省、广宁省安子山河平辽、河江省同文岩石高原等地温度下降至零下摄氏度，并首次出现下雪天气
。

### 泰國
泰國氣象廳針對曼谷、中部、東北部及泰國北部地區發布低溫寒潮警報，曼谷市區氣溫只有攝氏10度。低溫持續到27日。北部清萊府美塞縣泵堪區昌木山區25日中午的氣溫降至零下3攝氏度。

### 美國

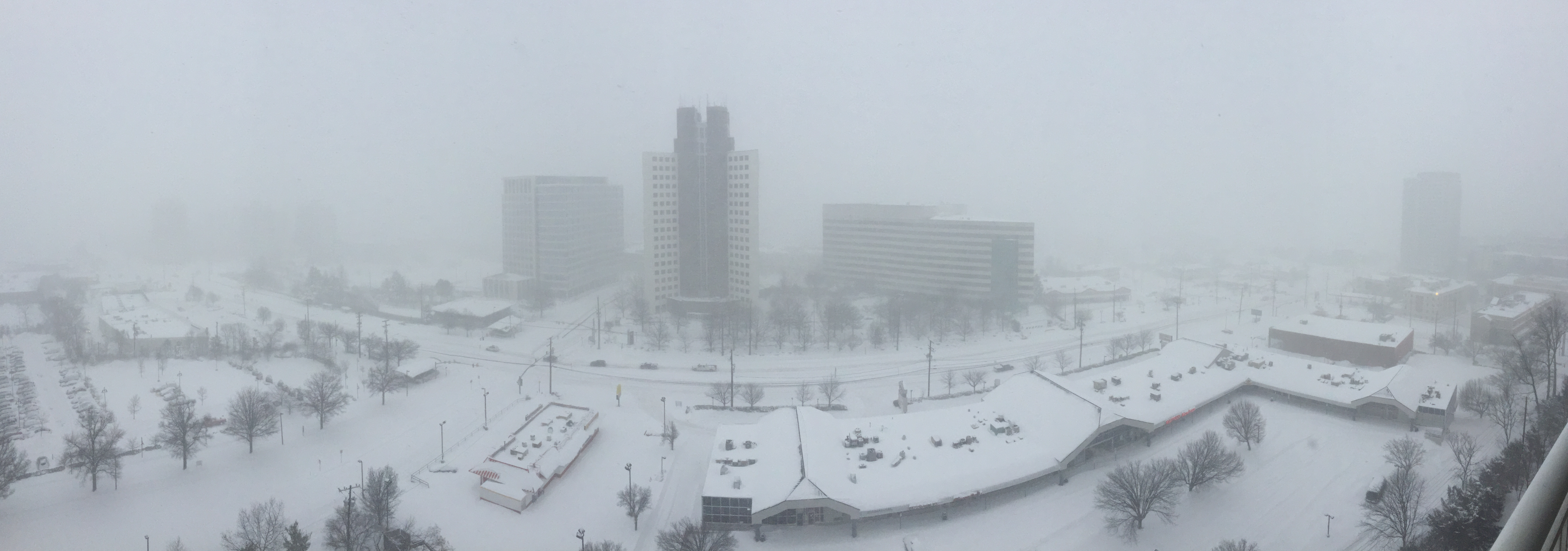
馬利蘭州下雪的情景

此次寒流造成美国东部海岸大规模降雪。其中，华盛顿特区与纽约，费城等地降雪量更是超過20英寸，创下近十年来的最高纪录。这次寒流在美国导致东海岸大部分道路封闭，航班延误。大街上有许多人以雪橇，滑雪板等工具出行。